# Biskupi Hưng Hóa
Biskupi Hưng Hóa – administratorzy, biskupi diecezjalni i biskupi pomocniczy wikariatu apostolskiego (do 1924 Górnego Tonkinu) Hưng Hóa, a od 1960 diecezji Hưng Hóa.

## Biskupi

### Biskupi diecezjalni
| Lata urzędowania | Biskup | Biskup                              | Uwagi |
| ---------------- | ------ | ----------------------------------- | --- |
|                  |        | Paul-Marie Ramond                   | wikariusz Górnego Tonkinu w latach 1895–1924, następnie wikariusz apostolski Hưng Hóa w latach 1924–1938 |
|                  |        | Gustave-Georges-Arsène Vandaele MEP | wikariusz Hưng Hóa w latach 1938–1943                                                                    |
|                  |        | Jean-Maria Mazé MEP                 | wikariusz Hưng Hóa w latach 1945–1960                                                                    |
| 1960–1985        |        | Petrus Nguyễn Huy Quang             | wikariusz Hưng Hóa w 1960                                                                                |
| 1985–1989        |        | Joseph Phan Thế Hinh                | |
| 1990–1992        |        | Joseph Nguyễn Phụng Hiểu            | |
| 2003–2011        |        | Antoine Vũ Huy Chương               | następnie biskup diecezjalny Đà Lạt                                                                      |
| 2011–2020        |        | Jean Marie Vũ Tất                   | |
|                  |        | Pierre Nguyễn Văn Viên              | administrator apostolski sede vacante w latach 2020–2022                                                 |
| od 2022          |        | Đaminh Hoăng Minh Tiến              | |

### Biskupi pomocniczy
| Lata urzędowania | Biskup | Biskup                       | Uwagi                                 |
| ---------------- | ------ | ---------------------------- | ------------------------------------- |
| 2010–2011        |        | Jean Marie Vũ Tất            | następnie biskup diecezjalny Hưng Hóa |
| 2013–2018        |        | Alphonse Nguyễn Hữu Long PSS | następnie biskup diecezjalny Vinh     |
| od 2025          |        | Paul Nguyễn Quang Ðình       | biskup tytularny Voncarii             |